# Coreorgonal bicornis
Coreorgonal bicornis là một loài nhện trong họ Linyphiidae.
Loài này thuộc chi Coreorgonal. Coreorgonal bicornis được James Henry Emerton miêu tả năm 1923.